# Nikolaas Tinbergen
Nikolaas "Niko" Tinbergen (n. 15 aprilie 1907, Haga, Olanda de Sud, Țările de Jos – d. 21 decembrie 1988, Oxford, Anglia, Regatul Unit) a fost un biolog și ornitolog neerlandez.
În 1973, împreună cu Karl von Frisch și Konrad Lorenz, a obținut Premiul Nobel pentru Medicină sau Fiziologie, pentru descoperirile lor referitoare la organizarea și comportamentul animalelor.
A studiat biologia la Universitatea din Leiden și a fost prizonier în timpul celui de-al Doilea Război Mondial.
După război, s-a mutat în Anglia, unde a fost profesor la Universitatea din Oxford.
Printre studenții săi celebri se numără: Richard Dawkins, Marian Dawkins, Desmond Morris și Iain Douglas Hamilton.